# Optimistique-moi
Singles de Mylène Farmer
Souviens-toi du jour...
(1999) Innamoramento
(2000)
Optimistique-moi est une chanson de Mylène Farmer, sortie en single le 22 février 2000 en tant que quatrième extrait de l’album Innamoramento. 
C'est le premier single pour lequel Mylène Farmer signe à la fois les paroles et la musique. 
Dans ce texte, la chanteuse évoque à demi-mot une relation incestueuse entre une fille et son père disparu (« aussitôt tes câlins cessent toute ecchymose »).
Le clip, réalisé par Michael Haussman et tourné dans un cirque à Prague, est inspiré du film italo-mexicain Santa Sangre. Il a reçu le M6 Award du « Meilleur clip de l'année 2000 ».
Optimistique-moi connaît le succès en France, où il atteint la 7e place du Top 50 et est certifié disque d'argent.

## Contexte et écriture
L'année 1999 aura été une année couronnée de succès pour Mylène Farmer : son album Innamoramento, sorti en avril, s'est écoulé à plus d'un million d'exemplaires, les trois premiers singles (L'Âme-Stram-Gram, Je te rends ton amour et Souviens-toi du jour...) se sont tous classés dans le Top 10, et sa tournée Mylenium Tour a un tel succès que plusieurs dates doivent être doublées.

En janvier 2000, elle reçoit trois NRJ Music Awards : « Artiste francophone de l'année », « Meilleur album francophone » et « Meilleur concert international ».
C'est lors de cette soirée qu'elle interprète pour la première fois Optimistique-moi, le nouveau single extrait de l'album.

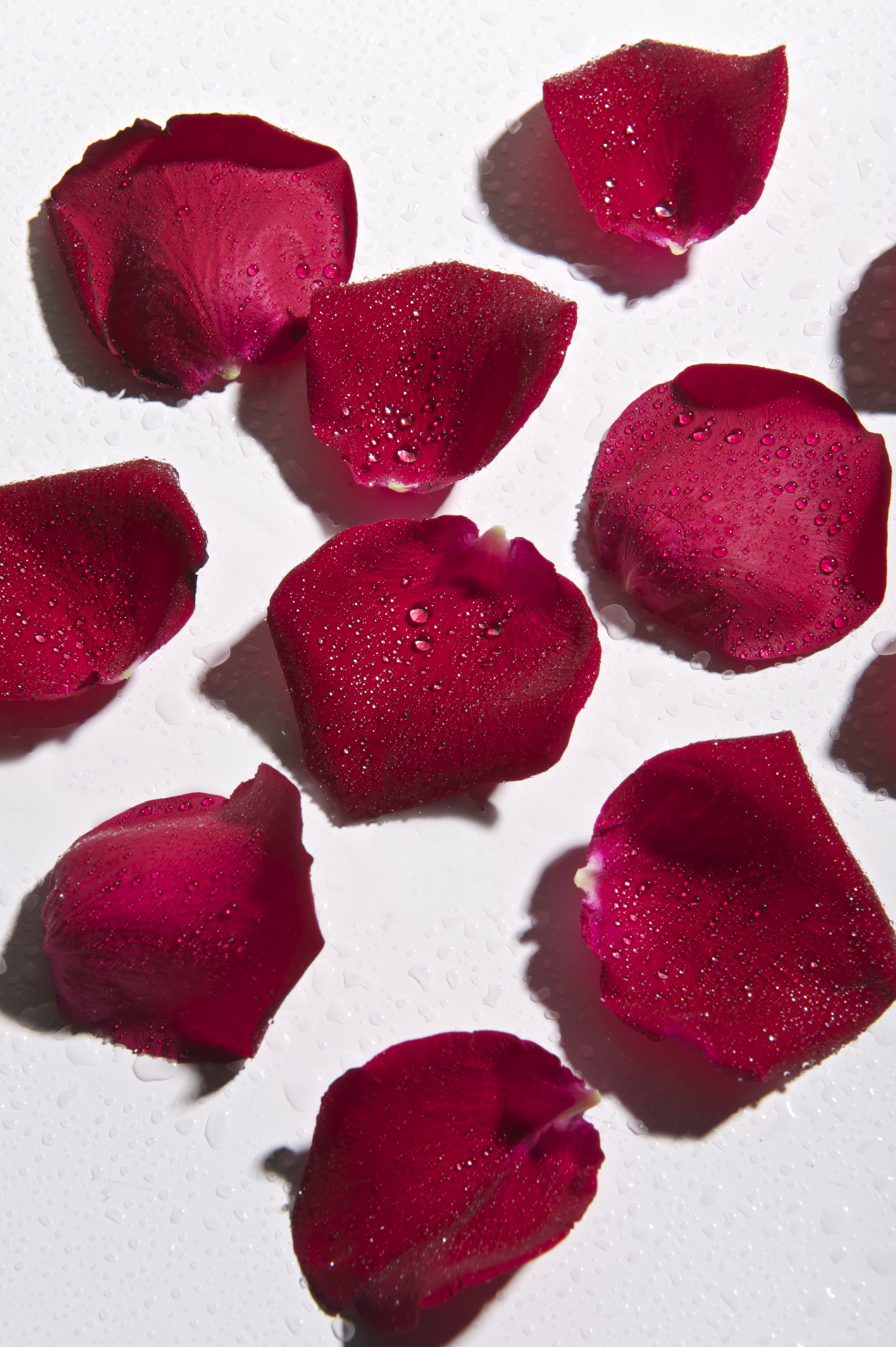
Des pétales de rose figurent sur le disque promotionnel.

Optimistique-moi est le premier titre écrit et composé par Mylène Farmer à sortir en single (habituellement, c'est Laurent Boutonnat qui se charge de la composition). Dans ce texte, la chanteuse évoque une relation ambigüe entre une fille et son père disparu.
Alors que les couplets sont construits comme un dialogue au sein d'une relation adulte étouffante, le refrain est composé de souvenirs de l'auteur lorsqu'elle était enfant et recherchait l'affection et la protection de son père.
Cette relation semble aller plus loin qu'un simple complexe d'Œdipe, le mot « inceste » étant écrit en filigrane dans les paroles (« aussitôt tes câlins cessent toute ecchymose »). Le « bouton de rose » évoqué dans le refrain (« Il disait tout bas : "Petit bouton de rose, aux pétales humides un baiser je dépose" ») est le nom poétique qui était donné au clitoris. Des petits pétales de rose figurent d'ailleurs sur la pochette du disque promotionnel.
Des références à l'écrivain Francesco Alberoni sont présentes dans le texte (« Tu dis : "Assez des histoires, ton passé est préhistoire" »), tout comme au poème Printemps de Paul Verlaine.

## Sortie et accueil critique
Le single sort le 22 février 2000, avec une photo de Phillipe Salomon présentant le visage de Mylène Farmer en très gros plan.

### Critiques
- « Un texte ciselé de main de maître et fondé sur les sous-entendus distillés en finesse. »[8]
- « Très produit, le titre recèle une grande complexité musicale et une dureté mélodique, sur un texte fort et ambigu. »[4]
- « Rythme entraînant, jeux de langage, virtuosité et ambigüité des paroles. »[9]
- « Optimistique-moi est sans doute la plus réussie des chansons signées intégralement par la chanteuse. »[3]

## Vidéo-clip
Réalisé en cinémaScope par Michael Haussman, le clip a été tourné à Prague, en République Tchèque. Certaines scènes sont directement inspirées de Santa Sangre, un film italo-mexicain d'Alejandro Jodorowsky, mais aussi du film Le Cirque de Charlie Chaplin. 

### Synopsis

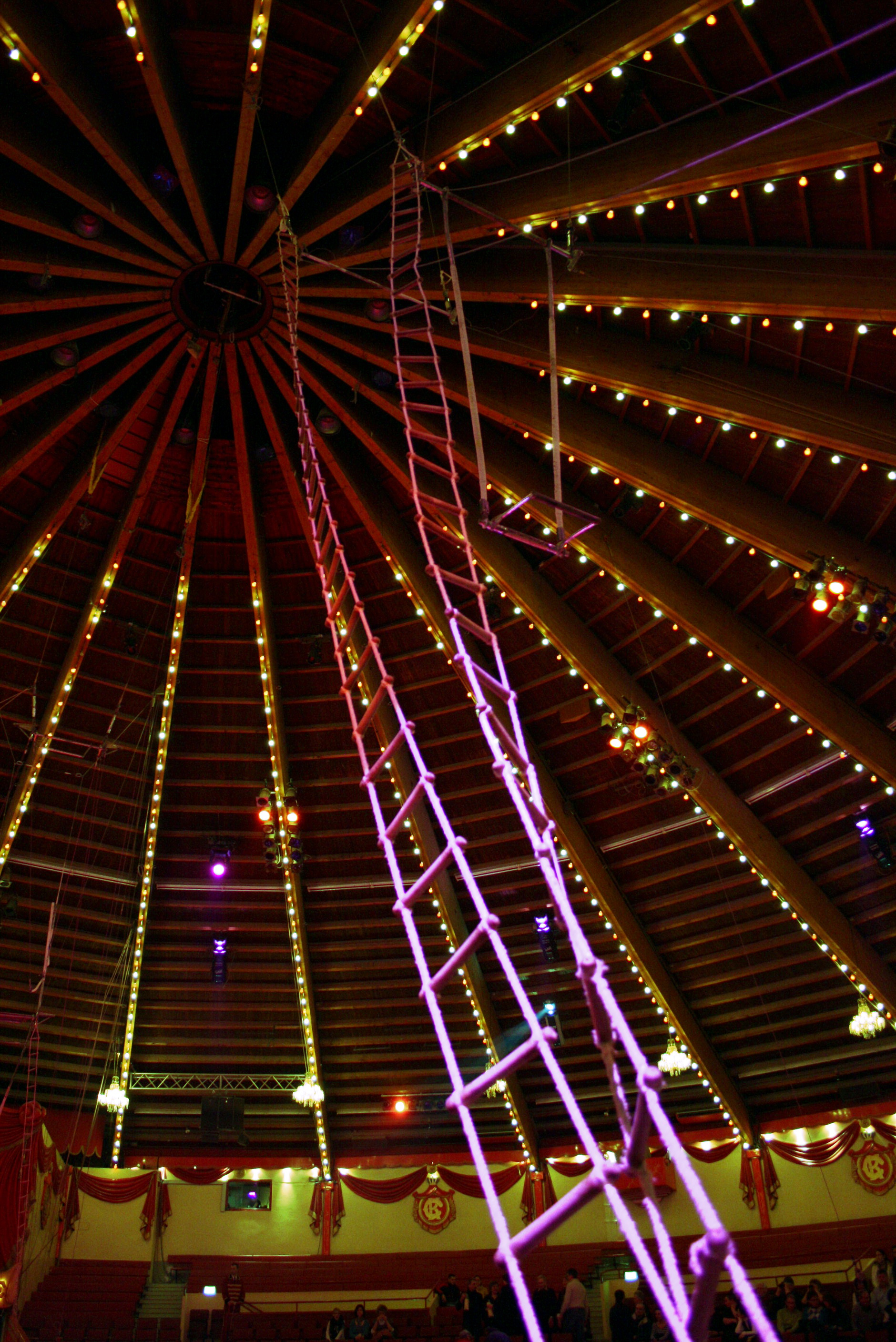
Le clip se déroule sous un chapiteau de cirque.

Sous un chapiteau de cirque, un Monsieur Loyal annonce un numéro de funambule : Mylène Farmer apparaît en hauteur, avec une coiffure psychédélique, s'avançant prudemment sur le fil.
Autour d'elle, les autres acteurs du cirque la regardent de façon malveillante et essaient de la déstabiliser.
Alors qu'elle commence à vaciller, elle croise le regard d'un jeune magicien : il est le seul à sembler inquiet pour elle et tente de la rassurer du regard. 
Elle se reconcentre alors et parvient à terminer son numéro.
Descendant de son fil sur la trompe d'un éléphant, elle est aussitôt confrontée à une nouvelle épreuve en étant posée sur une boule d'équilibriste.
Le reste de la troupe l'observe toujours de façon hostile en espérant le moindre faux-pas et continue de la déstabiliser.
Prisonnière de ce cirque au même titre que les animaux, elle se focalise à nouveau sur le regard bienveillant du magicien, qui l’invite à entrer dans sa boîte de magie : une fois la jeune femme à l'intérieur, la boîte est alors transpercée par plusieurs épées. La troupe jubile.
Le magicien poursuit son numéro, retirant les épées. Lorsqu'il ouvre la boîte, Mylène a disparu, remplacée par des colombes qui prennent leur envol. 
On retrouve alors la jeune femme en pleine nature, libre et heureuse. 

Le jeune magicien se transforme soudain en un vieil homme, avec toujours le même regard bienveillant.

### Sortie et accueil
Diffusé à partir du 21 février 2000, Optimistique-moi a reçu le M6 Award du « Meilleur clip de l'année 2000 ».
- « Le clip offre un univers qui se rapproche de celui de Laurent Boutonnat. »[10]
- « Un clip à l'atmosphère poétique. »[9]
- « Un clip qui rappelle parfois l'univers fellinien. »[4]

## Promotion
Mylène Farmer interprète Optimistique-moi pour la première fois à la télévision le 22 janvier 2000 lors des NRJ Music Awards sur TF1, effectuant une chorégraphie inspirée de jeux d'enfants, entourée de huit danseurs.
Elle chantera le titre trois autres fois à la télévision en mars 2000, pour les émissions Les années Tubes sur TF1,  Hit Machine sur M6 et Tapis rouge sur France 2.

## Classements hebdomadaires
Dès sa sortie, le titre atteint la 7e place du Top Singles, dans lequel il reste classé durant 15 semaines (dont 8 semaines dans le Top 50).

Il est certifié disque d'argent en France pour plus de 125 000 exemplaires écoulés.
Certaines radios, dont Europe 2, diffuseront également le remix de Hot Sly & Visa, Opti-mystic Radio Mix.
| Classement (2000)   | Meilleure position |
| ------------------- | ------------------ |
| Belgique - Wallonie | 15                 |
| Europe              | 30                 |
| France (Ventes)     | 7                  |
| France (Radios)     | 18                 |
| France (Clubs)      | 4                  |
| Suisse              | 58                 |

## Liste des supports
| 1. | Optimistique-moi                                             | 4:20 |
| 2. | Optimistique-moi (Opti-mystic Radio Mix, par Hot Sly & Visa) | 4:30 |

| 1. | Optimistique-moi                               | 4:20 |
| 2. | Optimistique-moi (Optimistic Mix, par Hoop)    | 6:30 |
| 3. | Optimistique-moi (Opti-Mix-Tic, par D-Phunk T) | 5:30 |

| 1. | Optimistique-moi                                                 | 4:20 |
| 2. | Optimistique-moi (S-Man’s Rugged Terrain Mix, par Roger Sanchez) | 6:30 |
| 3. | Optimistique-moi (Opti-Mystic Remix, par Hot Sly & Visa)         | 5:30 |
| 4. | Optimistique-moi (Tha ATV Dub, par Roger Sanchez)                | 6:25 |

| A1. | Optimistique-moi (S-Man’s Rugged Terrain Mix, par Roger Sanchez) | 6:30 |
| A2. | Optimistique-moi (Opti-Mix-Tic, par D-Phunk T)                   | 5:30 |
| B1. | Optimistique-moi (Optimistic Mix, par Hoop)                      | 6:30 |
| B2. | Optimistique-moi                                                 | 4:20 |

| A. | Optimistique-moi (Tha S-Man's Rugged Terrain Mix, par Roger Sanchez) | 6:25 |
| B. | Optimistique-moi (Tha S-Man’s ATV Dub, par Roger Sanchez)            | 6:25 |

## Crédits
- Paroles et musique : Mylène Farmer
- Arrangements et production : Laurent Boutonnat
- Mixage : Bertrand Chatenet
- Claviers et programmations : Laurent Boutonnat
- Guitares : Jeff Dahlgren
- Batteries : Abraham Laboriel Junior, Matthieu Rabaté et Denny Fongheiser
- Basses : Abraham Laboriel, Jerry Watts et Billy Sheehan
- Chœurs : Carole Rowley[23]

## Interprétations en concert
Optimistique-moi a été interprété en concert lors du Mylenium Tour.
Accompagnée de huit danseurs, la chanteuse effectue une chorégraphie inspirée de jeux d'enfants.
Optimistique-moi a été interprété une seconde fois à l’occasion de la tournée des stades Nevermore 2023/2024, en reprenant la chorégraphie originelle.

## Albums et vidéos incluant le titre

### Albums de Mylène Farmer
| Année | Album          | Version                                     | Durée | Certifications de l'album   |
| 1999  | Innamoramento, | Version Album Instrumental (réédition 2021) | 4:20  | Diamant · Platine · Platine |
| 2000  | Mylénium Tour  | Live 1999                                   | 4:36  | 2 × Platine · Or            |
| 2001  | Les mots       | Version Album                               | 4:20  | Diamant · 2 × Platine · Or  |
| 2003  | RemixeS        | Junior Jack Psycho Vocal Mix                | 08:00 | Or                          |
| 2020  | Histoires de   | Version Album                               | 4:20  | Platine                     |
| 2024  | Remix XL       | Feder Remix                                 | 5:31  |                             |
| 2024  | Nevermore      | Live 2023                                   | 5:03  | Platine                     |

### Vidéos de Mylène Farmer
| Année | Vidéo                             | Version    | Durée | Certifications de la vidéo         |
| 2000  | Music Videos III (VHS)            | Vidéo-clip | 5:05  | -                                  |
| 2000  | Mylénium Tour                     | Live 1999  | 5:48  | Diamant (VHS) · Diamant (DVD) · Or |
| 2001  | Music Videos II & III (DVD)       | Vidéo-clip | 5:05  | Diamant                            |
| 2021  | Les clips - L'intégrale 1999-2020 | Vidéo-clip | 5:05  | -                                  |
| 2024  | Nevermore                         | Live 2023  | 5:23  | Diamant                            |